# Sandro Alfaro
Sandro Alfaro Gamboa (né le 1er janvier 1971 à San Carlos au Costa Rica) est un joueur de football international costaricien, qui évoluait au poste de défenseur.

## Biographie

### Carrière en sélection
Avec l'équipe du Costa Rica, il joue 27 matchs (pour un but inscrit) entre 1991 et 2000. Il figure notamment dans le groupe des sélectionnés lors de la Gold Cup de 2000.
Il participe également à la Copa América de 1997.

## Palmarès
Alajuelense
- Championnat du Costa Rica (4) :
  - Champion : 1999-00, 2000-01, 2001-02 et 2002-03.